# Шах Шуджа
Шах Шуджа (перс. شاه شجاع; нар. 10 березня 1333 — 9 жовтня 1384) — 2-й володар держави Музаффаридів у 1358—1384 роках. «Шуджа» з фарсі перекладається як Хоробрий. Повне ім'я Джалал ад-Дін Шах Шуджа. Держава набула найбільшого піднесення і територіального розширення (охоплювала практично увесь Іран, Західний Белуджистан, Арран). Також бурхливо розвивалася наука і література.

## Життєпис

### Молоді роки
Син Мубаріз ад-Діна Мухаммеда, наїба (намісника) Єзду, Махдумшах (доньки Кутб ад-Дін Шах-Джахана, султана Кермана). Народився 1333 року. Здобув всебічну та ґрунтовну освіту: у віці 9 років знав Коран. Також вправно володів різною зброєю. 1335 року батько став фактично незалежним правителем. У 1341 році батько організував шлюб між Шуджою та організував шлюб між Шуджою та донькою Сургатмиша, еміра тюркськомонгольсько племені авгані.
Пізніше Шах Шоджа перешкодив своєму батькові зруйнувати могилу видатного перського поета Сааді Ширазі, якого Мубаріз ад-Дін Мухаммад засудив за його вірші. 1347 року призначено намісником Керману. 1351 року йому в допомогу було призначено каймакама (заступника) Кавам ад-Діна Хасана. 1352 рок після смерті свого брата Нусрат ад-Діна Шах-Музаффара призначається спадкоємцем. 1353 року Шах Шуджа відзначився під час кампанії проти Ширазу, 1354 року — Шабанкара, 1356 року — Ісфагану.

### Панування
У 1358 році Шуджа повалив, осліпив і ув'язнив батька, захопивши владу. Прийняв титул шаха. Призначив свого керманського каймакама на посаду візира. своїм брата Шах Махмуду і Султан Ахмаду надав намісництва містах Абаркух (з областю Ірак-Аджемі) та Керман відповідно; небожам Шах Ях'ї та Шах Султану відійшли Єзд і західний Керман відповідно. Невдовзі Шах Шуджа вимушен був придушувати повстання племені авгані.
У 1362 році він наказав стратити свого візира Кавам ад-Діна Хасана та замінити його на Камаля ад-Діна Хусейна Рашиді. У 1363 році проти нього повстав брат Шах Махмуд, що був намісником Ісфагану. 1364 року останній за підтримки свого тестя — султана Увайса I — вдерся до Фарсу і захопив Шираз. Шах Шуджа відступив до Керману. Боровся з братом до 1366 року, коли зрештою відвоював Шираз. Шах Махмуд став більше опікуватися втручання в справи Джалаїрського султанату. 1369 року номінально визнав зверхність халіфа Аль-Мутавакіля I. 1367 року Шах Махмуд знову визнав зверхність Шах Шуджи.
1374 року придушив нове повстання племені авгані, яких підтримав його син Султан-Увайс, що захопив Шираз. Останній невдовзі втік до Шах Махмуда. 1375 року після смерті Шаха Махмуда зайняв місто Ісфаган з навколишньою областю. Виступив проти султана Хусейна I, зайняв тебриз і Арран, але через 4 місяці вимушен був повернутися до Ширазу через повстання небожа Шах Ях'ї в Ісфагані. Придушив повстання, але вирішив укласти мир з Хусейном I, запропонувавши одружити свого сина Зайн аль-Абідіна з сестрою султана. Але останній відмовилися від пропозиції та почав наступ. Проте Шах Шуджа зумів перешкодити джалаїрському війську дістатися Султанії та Рею. 1376 року підтримав дервіша Рукн ад-Діна у захполені влади серед сербедарів. 1379 року підкорив Єзд, де намагвся організувати опір Шах Ях'я.
1380 року було підкорено Султанії, де сидів джалаїрський емір. В наступні роки було приєднано Казвін, зайнято більшість Хузістану, де відбулися сутички з джалаїрськимив ійськами. У 1383 році Шах Шуджа, перебуваючи в стані алкогольного сп'яніння та сповнений скепсису, осліпив свого сина Султана Шеблі, про що він пошкодував наступного дня. Низка інших трагедій сталася невдовзі після осліплення його сина — померли мати Шаха Шуджа і його небіж Шах Хусейн, а сам він отримав тяжку хворобу внаслідок надмірного вживання алкоголю.
Перед смертю в 1384 році він призначив свого сина Зайна аль-Абідіна наступником, а свого третього брата Імада ад-Діна Ахмада намісником Кермана. Не задоволений домовленістю, Шах Ях'я знову повстав, але був вигнаний з Ісфагана населенням міста і був змушений тікати до Єзда.

## Культурна діяльність
Підтримував науковців, поетів та митців, перетворивши свою столицю Шираз на важливий культурний центр регіону. Відомо, що він брав активну участь у наукових дискусіях, маючи власні погляди на науку, літературу та релігію. Відомий перський поет Гафіз провів більшу частину свого життя був придворним поетом Шаха Шуджи, і згадував про нього 39 разів.
Шираз став основним центром з напису рукописів, сформувався новий стиль — Ширазька школа, — що помітний в рукопису «Шахнаме», створеному 1371 року. Також формується школа мініатюри. Усьому цьому сприяв Шах Шуджа.